# Можок
Можок — посёлок в Болховском районе Орловской области. Входит в состав Гнездиловского сельского поселения. Население — 4 чел. (2010).

## География
Посёлок находится в северной части Орловской области, в лесостепной зоне, в пределах центральной части Среднерусской возвышенности. Расположен на берегу реки Машок рядом с деревней Бабенка.
Уличная сеть представлена одним объектом: Сельская улица.
Географическое положение: в 5 километрах от административного центра поселения — села Гнездилово и в 13 километрах от административного центра района — города Болхов.
Часовой пояс
Посёлок Можок, как и вся Орловская область, находится в часовой зоне МСК (московское время). Смещение применяемого времени относительно UTC составляет +3:00.
Климат близок к умеренно-холодному, количество осадков является значительным, с осадками даже в засушливый месяц. Среднегодовая норма осадков — 627 мм. Среднегодовая температура воздуха в Болховском районе — 5,1 °C.

## Население
Проживают (на 2017—2018 гг.) 4 жителя в двух дворах, 2 чел. — от 30 до 50 лет и 2 чел. — старше 60 лет.
| 2010 |
| ---- |
| 4    |

Гендерный состав
По данным Всероссийской переписи населения 2010 года в гендерной структуре населения мужчины составляют 50 % (2 чел.), а женщины — 50 % (2 чел.).

## Инфраструктура
Нет данных.

## Транспорт
Просёлочные дороги. Выезд на автодорогу федерального значения Р92 (участок Орёл — Болхов — Калуга).